# 加来正年
加来 正年（かく まさとし、1956年（昭和31年）1月2日 - ）は、日本の実業家。王子ホールディングス（旧・王子製紙）代表取締役会長。

## 人物・経歴
福岡県出身。1978年九州大学工学部卒業、日本パルプ工業入社。2011年王子製紙執行役員。2012年王子ホールディングス常務グループ経営委員兼王子エフテックス代表取締役社長。2013年王子ホールディングス取締役常務グループ経営委員に昇格。2017年から王子ホールディングス取締役常務グループ経営委員コーポレートガバナンス本部副本部長と、王子エンジニアリング代表取締役社長を兼務し、子会社の事業再編にあたった。2019年から王子ホールディングス代表取締役社長を務め、紙需要の減少が進む国内事業などの選択と集中を進めた。2022年4月、王子ホールディングス代表取締役会長就任。